# Chapelle Notre-Dame-de-la-Miséricorde de Nanterre
Pour les articles homonymes, voir Église Notre-Dame-de-la-Miséricorde.
La chapelle Notre-Dame-de-la-Miséricorde est une église catholique située au 54 rue André-Doucet à Nanterre (Hauts-de-Seine), dans le quartier du Chemin de l’île.

## Description
Constituée d’un pliage de panneaux de bois, elle présente une architecture distinctive adaptée à la vocation du lieu.

## Historique
Cette église a été reconstruite trois fois depuis 1948.
Le tout premier édifice - une baraque en bois - avait été construit par les habitants des bidonvilles eux-mêmes, sur un terrain de 2 000 m2, ainsi que sa lourde croix en métal.
Située au 48 rue d'Argenteuil –ancien nom de la rue André-Doucet–, elle est dédiée à Notre Dame de la Miséricorde.
La structure finit par tomber en ruine, et quelques habitants édifièrent, dans les années 1970, une sorte de préfabriqué.
Puis l'Établissement public d'aménagement de la Défense Seine Arche a proposé en 2008 de construire une nouvelle chapelle, à ses frais, sur une parcelle voisine.
La nouvelle chapelle a été consacrée le 19 octobre 2013.